# Amastigomycota
Los hongos terrestres (Amastigomycota o Eufungi) son un supergrupo de hongos caracterizados por desarrollar autosporas, es decir, esporas aflageladas y carentes de movimiento. La pérdida de los flagelos constituiría un evento único y central en la evolución de los hongos, sería una consecuencia de la adaptación al hábitat terrestre y define la monofilia de Amastigomycota como un supergrupo constituido por los hongos terrestres, en los cuales, evolutivamente, es fundamental la dispersión aérea de sus esporas.
Etimológicamente, Amastigomycota significa "hongo sin látigo" en referencia a la carencia de flagelos en todas las fases de su ciclo de vida; y Eufungi "hongos verdaderos".

## Características
- Nutrición por digestión externa y absorción (osmótrofos). Son mayoritariamente saprótrofos.
- Micelio bien desarrollado, con talo levuriforme (cenocito) en hongos inferiores y tabicado en superiores.
- Ausencia de flagelos y centriolos
- Reproducción asexual por gemación, fragmentación, esporangiosporas, conidios o glomerosporas
- Si hay reproducción sexual, es por zigosporas, ascosporas o basidiosporas
- Es común la asociación simbiótica con organismos fotoautótrofos como algas y plantas, como se puede ver en micorrizas y líquenes.
- Hay varios grupos de fitopatógenos que han desarrollado un modo de vida parasitario y son causantes de la mayoría de las enfermedades de las plantas.

## Implicaciones evolutivas
Ya que los hongos primitivos como los quitridios presentan zoosporas y gametos flagelados, dependen del medio acuático o de otros organismos para su proliferación. La pérdida de los flagelos constituye un paso evolutivo clave, a partir del cual aparecen los hongos terrestres con desarrollo macroscópico y producción de verdaderos micelios. Este paso evolutivo es análogo al de las plantas superiores fanerógamas, en donde se perdieron los flagelos de los gametos, independizando la reproducción de la presencia de agua y generando que coníferas y angiospermas devengan en la flora dominante.
La colonización de la tierra por parte de los hongos terrestres podría habría tenido lugar hace 500 Ma, antes de la colonización de las plantas terrestres. Pero los fósiles más antiguos de micorrizas revelando la relación entre glomales y plantas tiene unos 460 Ma, en el Ordovícico. Fósiles de los filamentos del hongo Tortotubus de 440 Ma indicarían que fue el saprofito terrestre más antiguo. Los fósiles claramente identificables como zigomicetos abundaron en el Devónico, tal como se observa en el yacimiento Rhynie Chert hace unos 410 Ma.

## Clasificación

### Taxonomía
Amastigomycota es un grupo en varios sistemas taxonómicos, aunque no en la mayoría de ellos. La siguiente es parte del sistema de Whittaker 1969 y entre paréntesis va el postulado de Cavalier-Smith 1981:
- subreino Eumycota
  - rama Opisthomastigomycota (infrareino Ciliofungi)
  - rama Amastigomycota (infrareino Eufungi)
    - división Ascomycota
    - división Basidiomycota
    - división Zygomycota

### Filogenia
Amastigomycota forma un clado bien consensuado en los diversos estudios filogenéticos; y a pesar de ser un supergrupo de crucial importancia evolutiva, ha tenido poco reconocimiento como taxón. El grupo Zygomycota representa el grado evolutivo más temprano, pues es basal y complejamente parafilético. Su filogenia es aproximadamente la siguiente según estudios recientes (2016 y 2021):
|  | Entomophthoromycotina                                                 |
|  |                                                                       |
|  | \| \| Kickxellomycotina \| \| \| \| \| \| Zoopagomycotina \| \| \| \| |
|  |                                                                       |
|  | Kickxellomycotina                                                     |
|  |                                                                       |
|  | Zoopagomycotina                                                       |
|  |                                                                       |

|  | Kickxellomycotina |
|  |                   |
|  | Zoopagomycotina   |
|  |                   |

|  | Mortierellomycotina                                                |
|  |                                                                    |
|  | \| \| Glomeromycotina \| \| \| \| \| \| Mucoromycotina \| \| \| \| |
|  |                                                                    |
|  | Glomeromycotina                                                    |
|  |                                                                    |
|  | Mucoromycotina                                                     |
|  |                                                                    |

|  | Glomeromycotina |
|  |                 |
|  | Mucoromycotina  |
|  |                 |

|  | Entorrhizomycota                                             |
|  |                                                              |
|  | \| \| Ascomycota \| \| \| \| \| \| Basidiomycota \| \| \| \| |
|  |                                                              |
|  | Ascomycota                                                   |
|  |                                                              |
|  | Basidiomycota                                                |
|  |                                                              |

|  | Ascomycota    |
|  |               |
|  | Basidiomycota |
|  |               |

|  | Mortierellomycotina                                                |
|  |                                                                    |
|  | \| \| Glomeromycotina \| \| \| \| \| \| Mucoromycotina \| \| \| \| |
|  |                                                                    |
|  | Glomeromycotina                                                    |
|  |                                                                    |
|  | Mucoromycotina                                                     |
|  |                                                                    |

|  | Glomeromycotina |
|  |                 |
|  | Mucoromycotina  |
|  |                 |

|  | Entorrhizomycota                                             |
|  |                                                              |
|  | \| \| Ascomycota \| \| \| \| \| \| Basidiomycota \| \| \| \| |
|  |                                                              |
|  | Ascomycota                                                   |
|  |                                                              |
|  | Basidiomycota                                                |
|  |                                                              |

|  | Ascomycota    |
|  |               |
|  | Basidiomycota |
|  |               |

|  | Entomophthoromycotina                                                 |
|  |                                                                       |
|  | \| \| Kickxellomycotina \| \| \| \| \| \| Zoopagomycotina \| \| \| \| |
|  |                                                                       |
|  | Kickxellomycotina                                                     |
|  |                                                                       |
|  | Zoopagomycotina                                                       |
|  |                                                                       |

|  | Kickxellomycotina |
|  |                   |
|  | Zoopagomycotina   |
|  |                   |

|  | Mortierellomycotina                                                |
|  |                                                                    |
|  | \| \| Glomeromycotina \| \| \| \| \| \| Mucoromycotina \| \| \| \| |
|  |                                                                    |
|  | Glomeromycotina                                                    |
|  |                                                                    |
|  | Mucoromycotina                                                     |
|  |                                                                    |

|  | Glomeromycotina |
|  |                 |
|  | Mucoromycotina  |
|  |                 |

|  | Entorrhizomycota                                             |
|  |                                                              |
|  | \| \| Ascomycota \| \| \| \| \| \| Basidiomycota \| \| \| \| |
|  |                                                              |
|  | Ascomycota                                                   |
|  |                                                              |
|  | Basidiomycota                                                |
|  |                                                              |

|  | Ascomycota    |
|  |               |
|  | Basidiomycota |
|  |               |

|  | Mortierellomycotina                                                |
|  |                                                                    |
|  | \| \| Glomeromycotina \| \| \| \| \| \| Mucoromycotina \| \| \| \| |
|  |                                                                    |
|  | Glomeromycotina                                                    |
|  |                                                                    |
|  | Mucoromycotina                                                     |
|  |                                                                    |

|  | Glomeromycotina |
|  |                 |
|  | Mucoromycotina  |
|  |                 |

|  | Entorrhizomycota                                             |
|  |                                                              |
|  | \| \| Ascomycota \| \| \| \| \| \| Basidiomycota \| \| \| \| |
|  |                                                              |
|  | Ascomycota                                                   |
|  |                                                              |
|  | Basidiomycota                                                |
|  |                                                              |

|  | Ascomycota    |
|  |               |
|  | Basidiomycota |
|  |               |

Debido a que es un taxón parafilético se ha propuesto dividir a Zygomycota en dos divisiones diferentes Zoopagomycota y Mucoromycota.